# Euclinia
Euclinia là một chi thực vật có hoa trong họ Thiến thảo (Rubiaceae).

## Loài
Chi Euclinia gồm các loài: